# Fürstentum Köpenick

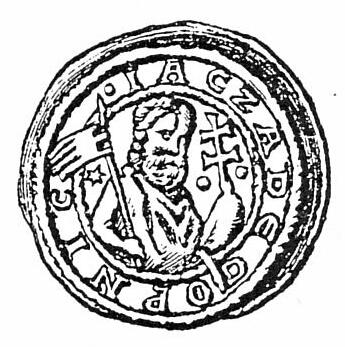
Münze des Fúrsten Jaczo

Das Fürstentum Köpenick war ein Herrschaftsgebiet um die Burg Köpenick im 12. Jahrhundert.

## Gebiet
Das Territorium kann nur ungefähr vermutet werden. Es erstreckte sich von Köpenick entlang der Spree, Dahme und Nuthe wahrscheinlich in große Teile des Teltow. Ob es noch Gebiete im Barnim oder sogar dem Lebuser Land umfasste, ist unklar.
Das später erwähnte Archidiakonat Köpenick-Mittenwalde könnte etwa dem Gebiet entsprochen haben.

## Geschichte
Spätestens seit dem 9. Jahrhundert befand sich auf der Schlossinsel Köpenick eine slawische Burg als Mittelpunkt eines Burgbezirks der Sprewanen.
Für die Zeit um 1150 wurde Jaczo als Fürst (knes) von Copnic erwähnt. Dessen Herkunft ist unklar, er hatte um 1145 in Schlesien geheiratet und wurde als polnischer Fürst bezeichnet.
Spätestens 1157 muss er Herrscher in Köpenick gewesen sein, denn in jenem Jahr wurde er aus der Burg in Brandenburg an der Havel von Albrecht dem Bären vertrieben.
Jaczo ließ vermutlich zwischen 1157 und 1170 in Köpenick Münzen schlagen.
Archäologische Funde weisen auf eine Entwicklung der Siedlung in dieser Zeit mit Handwerk und Handel an diesem bedeutendsten Übergang über die Spree in dieser Zeit.
Im Jahr 1168 übereignete Jaczo das Gebiet den Herzögen von Pommern. Damit hörte es auf, ein eigenständiges Fürstentum zu sein.
Um 1180 wurde das Territorium von den wettinischen Markgrafen der Lausitz erobert und kam 1244 an die Markgrafen von Brandenburg. In dieser Zeit verlor Köpenick dann auch seine herausgehobene Bedeutung als Handelsplatz an die benachbarten Orte Berlin und Cölln.